# 重生勇者面露冷笑，步上復仇之路
《重生勇者面露冷笑，步上復仇之路》（日语：二度目の勇者は復讐の道を嗤い歩む）是由木塚ネロ所撰寫，並由真空所繪製的一部日本奇幻輕小說。
本作原先為作者於成為小說家吧上所連載的網頁小說，之後經由實體化改編而成。

網路版本現今由於作者違反該網站之條約，現已無法觀看。

## 故事簡介
受到異世界召喚而來的男高中生──宇景海人，在成為了勇者並成功殺死魔王後旋即遭到自己所信任的夥伴們背叛。
在性命即將終結時，海人下定決心必定化為夜叉殺死背叛他的前夥伴們
突然間，他發現自己帶著上次的記憶重新回到了剛開始來到異世界的四年前。
「公主、魔術師、聖女、騎士、商人和王……我一定會殺掉所有人！
用最殘酷的方法，給予他們無可救贖的痛苦，讓其溺死在慘嚎的血之深淵！！」
異世界復仇勇者的奇幻故事！「────來，開始復仇吧。」

## 登場人物

### 主要人物
宇景海人（うけいかいと）
本作的主角。為了打倒魔王而由地球召喚至異世界的勇者。經歷三年的旅行後終於成功討伐魔王，隨即遭同伴背叛而被追殺，在一年的逃亡之後被愛蕾希雅公主引入陷阱並以「不死者皆殺寶劍」殺死。
但由於地球女神所給予的「練習功能」令海人得以保有被追殺的記憶重新開始異世界的復仇生活。
時間回溯後襲擊召喚廳中的愛蕾希雅及騎士，但因能力值被按體驗時間扣除而大幅下降，未能對愛蕾希雅達成完美的復仇加上為保安全而經城堡中的密道逃走，未有殺死愛蕾希雅。為了達成目的尋找奴隷時發現米娜莉絲並將其拉為復仇共犯，其後依序將澤莉隊伍（第二巷）、尤米斯（第三卷）、格隆多（第四卷）、奇奇得村村民（第五卷）殺害後，被聖女強制送回地球並剝奪在異世界的記憶（第五卷末），恢復記憶後將心靈崩潰的妹妹及悠斗拉為復仇共犯，並以聰美的存在作為祭品讓「傲慢之劍」創造傳送門帶同兩人回到異世界（第六卷）。
第一次的人生中因盲信他人而造成不可挽回的後果，絕不相信沒有以「復仇聖劍」訂下契約的人。認為異世界人都該死，但經自己在第一次人生害死的武器店老闆提醒後訂下不捲入無辜人仕的規則。即使如此，若對復仇有益他亦會痛下殺手，如對愛爾彌亞市市民的襲擊（雖然有執行一定對策減少傷亡但無法完全避免）。
對敵人及復仇對象毫不留情，但十分重視自己的復仇共犯。為免米娜莉絲傷心而與蕾奧妮等人交涉代替拷問，對方出手阻止復仇時亦留他們一命並阻止猶豫的米娜莉絲殺死他們。更為了令米娜莉絲的復仇更臻完善而不顧聖女的詛咒同時動用兩把「大罪之劍」。也會與席莉亞瞞著米娜莉絲在街上買零食。在一定程度上察覺到米娜莉絲和席莉亞對自己的感情，但始終思念著蕾緹西亞，加上復仇尚未完結而假裝不知情。
固有技能「心劍」容許海人以魔力生成各式各樣的劍，部分可以發揮類似魔法的效果輔助沒有任何魔法適性的海人戰鬥，當中亦有道具袋等與戰鬥無關的劍。其中以冠有七大罪之名的「大罪之劍」最為強大，但發動均需要達成一定條件，使用後亦會帶來強大的副作用，加上聖女的詛咒而難以使用。在達成一定條件後可以解鎖獲得更多形態。
完成復仇後化為結晶（復仇的概念）延續幾千年，並等待著下一個想復仇的人出現。

### 復仇共犯者
米娜莉絲（ミナリス）
海人的第一位復仇共犯者。海人在奴隸商店所遇到的一位兔人族，出生在一個平凡的小村莊奇奇得村。
由於這個村莊異常厭惡獸人族因而平時都以幻術隱藏獸人族的特徵。但在一次危險之際，為了守護青梅竹馬露夏而不得以使出了獸人力量解除幻術，旋即遭到背叛並被逐出村莊，與母親一同被父親以賤價賣給奴隸商，母親在前往王都的旅途中死去後對一切絕望而渴望復仇，之後被海人看上其復仇之心而買走。
於卡邦海姆偶然發現兩名青梅竹馬露夏和凱利爾為魔法學園的學生並透過自白劑從魔法學園職員問出奇奇得村的真正位置。在露夏和凱利爾的婚禮十天前襲撃凱利爾並在婚禮三天前殺死對方，僅留下表皮。婚禮六天前以幻術變成商人混入村莊，折磨父親及其繼室後將女方殺死。婚禮當日正式襲擊村莊，在海人的 「大罪之劍・怠忌窟廠主」幫助下將村莊化為靈魂無法脫離身體也不會像不死者般產生質變的牢籠，凌虐村民三日至「怠惰」的工廠失效後完成復仇。
在第八卷時為了拯救海人脫離精神世界，自願與其他共犯們被海人使用「復仇聖劍」殺害，靈魂則與海人同化成為其一部分。
席莉亞（シュリア）
海人的第二位復仇共犯者，出身於普通家庭，但由於擁有精靈之血，出現返祖現象令席莉亞身上帶有精靈族的特徵，同時身體的成長亦變得緩慢。與母親和妹妹在一個小村莊生活，為了籌措足夠醫治生病的妹妹以及一家三口日後生活的資金而利用秘術把自身的魔法才能讓渡給了同父異母的姐姐尤米斯。
秘術完成後即被尤米斯告知她早已召喚出惡魔把包括母親和妹妹的所有村民的靈魂吞噬，全體變為不死族並關於地牢之中。在第一次的世界時，便在此處被惡魔吞噬而死，被尤米斯變成只能作簡單對答的人偶。在第二次的世界中，即將被惡魔吞噬時被海人救下，並為了向尤米斯復仇而透過復仇的聖劍與海人簽訂契約。覺醒固有技能後反過來吞噬惡魔，被其魔力影響而從金髮白膚轉變為銀髮褐膚的黑暗精靈。
海人為測試其復仇心而將她狠狠踩在腳下，因而覺醒被虐狂。
在第八卷時為了拯救海人脫離精神世界，自願與其他共犯們被海人使用「復仇聖劍」殺害，靈魂則與海人同化成為其一部分。
宇景舞（うけいまい）
海人的第三位復仇共犯者，同時也是海人的妹妹。自從海人從地球上消失後，也失去了家人。非常害怕孤單。
對海人非常毒舌，但其實是個兄控，經歷過海人消失之後非常害怕海人會再次消失，因而時常伴在海人左右。
在第八卷時為了拯救海人脫離精神世界，自願與其他共犯們被海人使用「復仇聖劍」殺害，靈魂則與海人同化成為其一部分。
金崎悠斗（かなざきゆうと）
海人的第四位復仇共犯者，也是海人的同學。是個帥哥。在海人消失在地球之後，為了尋找從那天起便行蹤不明的女友秋川詩織
因而拼命追查有關集體消失的案件。得知轉移志願者有意加害於海人後而決心將轉移志願者一網打盡。在海人取回失去的記憶後，得知詩織作為召喚海人到異世界的祭品而被逼犧牲。與海人簽訂契約後透過復仇的聖劍得知愛蕾希雅便是召喚事件的主謀亦即害死詩織的人而因此決心對其復仇。
第七卷末為了掩護海人等人脫逃，用計切斷與海人之間的「復仇聖劍」契約，最後自爆與敵人同歸於盡。
蕾缇西亞・路・哈爾斯頓（レティシア＝ルウ＝ハールストン）
魔王。海人在第一次人生的愛人。為了讓海人回家，將自己體內的魔核給他；在第二次人生時也擁有第一次人生的記憶。
在第八卷時為了拯救海人脫離精神世界，自願與其他共犯們被海人使用「復仇聖劍」殺害，靈魂則與海人同化成為其一部分。

### 復仇對象
愛蕾希雅・歐洛爾雷雅（アレシア＝オロルレア）
海人的頭號復仇對象之一，也是歐洛雷雅王國的公主。人類至上主義及利己主義者，對獸人及異世界人十分輕蔑。使用勇者召喚把海人召喚到異世界的人，本作大多數悲劇的始作俑者，同時也是最終反派。
喜歡已死去的姐姐拉姆妮希亞。
在奪取女神露娜莉絲的神格與權限後，為避免被海人殺死，創造自己的世界，並制造了一千萬個分身。卻被海人一行用了一年時間殺死了一千萬個分身，本體在海人的百般凌虐下失去理智，親手破壞了以五等份靈魂製造的拉姆妮希亞的複製體，最後在精神徹底崩潰情況下被海人殺死。
澤莉隊伍
海人的復仇對象之一，B級隊伍（時間回溯後為D級）。曾接受討伐勇者的委託，追擊海人期間燒毀他與蕾缇西亞共度時光的花圃並且捲入一頭與他及蕾缇西亞關係密切的地獄巨犬而遭海人怨恨，以及成為復仇對象。
澤莉
一頭接近漆黑的灰色及肩卷發，左眼下方有顆淚痣的女性。擔任隊長的B+級冒險者（時間回溯後為D級），身為女性卻最愛瘋狂虐殺女性的變態。擁有固有技能「金脈嗅覺」，能夠憑直覺判斷高兌現價值物品，意圖搶奪亨塞爾的法杖變賣。
想法被海人利用，在討伐哥布林的比賽中於森林遭到海人及米娜莉絲偷襲，頭顱被砍下，但因海人使役的史萊姆取代身體機能而繼續存活，目睹自己的身體與兩名隊友被史萊姆吞噬後處於崩潰邊緣，最後頭顱被海人垂直剖成兩半而死，頭顱亦被史萊姆吞噬。由於海人當時未想到利用「八目透本劍」的能力回復他人在時間回溯前的記憶，在不知原由的情況下被殺死。
鐸特
一頭倒豎的金色短發，眼角下垂、個子有點矮小的男子。擔任斥候的B級冒險者（時間回溯後為D級），聲稱只對女人頸項感興趣的變態。
在討伐哥布林的比賽中於森林遭到海人及米娜莉絲偷襲，頭顱被砍下，但因海人使役的史萊姆取代身體機能而繼續存活，目睹自己的身體被史萊姆吞噬後心靈崩潰，最後頭顱被史萊姆吞噬而死。由於海人當時未想到利用「八目透本劍」的能力回復他人在時間回溯前的記憶，在不知原由的情況下被殺死。
泰利
留著以男性而言稍長的黑發，戴著眼鏡的臉上有一雙細長眼眸，給人知識分子印象的男子。擔任弓箭手的B級冒險者（時間回溯後為D級），喜歡對哭叫的女人霸王硬上弓的變態。
在討伐哥布林的比賽中於森林遭到海人及米娜莉絲偷襲，頭顱被砍下，但因海人使役的史萊姆取代身體機能而繼續存活，目睹自己的身體被史萊姆吞噬後心靈崩潰，最後頭顱被史萊姆吞噬而死。由於海人當時未想到利用「八目透本劍」的能力回復他人在時間回溯前的記憶，在不知原由的情況下被殺死。
亨塞爾
一頭明亮金發，個子矮小的貴族少年。擔任魔法師的B級冒險者（時間回溯後為F級），不受家人認同而擅自從家裏帶出價值數枚金幣的高級法杖，希望成為冒險者立下功績令家人刮目相看。
申請成為冒險者當日與喝醉的澤莉等人發生爭執，於第一次的世界中沒有遇上海人，作為爭執的處罰被要求與澤莉等人組隊三個月，期間互相認同並且組成長期隊伍，甚至打算在受封爵位時，延攬澤莉等人成為自己的家臣。
但於第二次的世界中，擅自將帶著奴隸的海人認定為貴族並且要求他介入，但看不起選擇獸人作為奴隸的對方而打算將其當作棄子。於海人的誘導下接受討伐哥布林的比賽，在森林中受米娜莉絲的毒影響身體不適，被誘導至當初的花圃中掉入地洞，在毒的副作用下身體如蠟燭般溶解，同時被活活燃燒後死去。由於海人當時未想到利用「八目透本劍」的能力回復他人在時間回溯前的記憶，在不知原由的情況下被殺死。
尤米斯・愛爾彌亞（ユーミス・エルミア）
海人與席莉亞的頭號復仇對象之一，在歐洛雷雅王國中，學術都市・愛爾彌亞市的千金兼領主代理，海人隊伍中的魔法師，在海人的地球知識幫助下開發出多種原創魔法。
女同性戀，與女僕索莉為戀人，為了與索莉結為連理而埋首研究足以讓其留名於愛爾彌亞石碑的魔道具（愛爾彌亞家流傳一則祖訓：「獲得名留愛爾彌亞石碑的榮譽者，其心願務需加以實現」），因而透過秘術搶奪席莉亞的魔法才能並打算殺死來自異世界的海人後將其屍體作為素材利用。
被海人以「八目透本劍」回復時間回溯前的記憶後與其戰鬥，魔力用盡後被俘虜，海人為羞辱她而先逼迫她家中的傭人踐踏她，其後目睹愛爾彌亞市的研究設施及愛爾彌亞石碑被米娜莉絲炸毀、不死者自遺址湧出襲擊市民的景象並察覺騷動的責任將被嫁禍至自己身上，愛爾彌亞家亦需代替因被殺而行蹤成謎的她贖罪而毀滅。在失去擁有的一切後，目睹戀人索莉因席莉亞的使魔 ·「金屬先生」而如同氣球般膨脹爆炸，於絕望中被海人和席莉亞同時以長劍貫穿心臟而死，屍體亦被蹂躏成看不出生前樣貌的絞肉。
索莉（ソーリィ＝ルーエル）
席莉亞的頭號復仇對象之一，尤米斯的女僕兼戀人。
出身地位較低的貴族分家故來到愛爾彌亞家工作，協助尤米斯搶奪席莉亞的魔法才能的計劃而照顧席莉亞的起居。
因席莉亞的使魔 ·「金屬先生」鑽入體內而如同氣球般膨脹爆炸後死亡。
格隆多・格魯多特（グロンド＝ゴールドット）
海人的頭號復仇對象之一，也是在王國北部與帝國接壤的達特拉斯市中，擁有極大利益的格隆多商會會長，在第一次的世界中藉海人的地球知識幫助下開發出多種新商品。
視財如命，認為只有金錢才可決定人的價值，打從心裡看不起對金錢漠不關心的海人，表面上聽從海人的要求出資興建養護院，實際上利用成瘾性高又能強化身體的藥物「汽水糖」對養護院的孤兒施行洗腦與調教組成私人軍隊，導致海人只能忍痛殺死關係親密的孩子們讓他們解脫。於檯面下亦進行大量不法勾當，早在時間回溯後的四年前已透過貧民窟的地痞集團「蛞蝓」散播「汽水糖」；派人殺死成立養護院的原冒險者以搶奪其在冒險中得到的寶物「葉石之劍」；為愛蕾希雅公主提供不法商品以換取情報等。
在第二次的世界中，由海人引發的魔力風暴影響下無法與公主聯絡確認消息真偽而相信偽造的通報重鑄貨幣的信並大舉收集貨幣，因海人從中作梗導致格隆多商會風評受損，被達特拉斯市的市民及其他商會拒絕往來，打算連夜潛逃至帝都時被假扮成護衛的海人一行綁架。被海人以「八目透本劍」回復時間回溯前的記憶後被逼參與海人準備的「遊戲」，面臨喝下摻有大量「汽水糖」的水球後早死或任由自己的財產被「汽水糖」原料中帶有可將任何金屬化爲零碎土塊的強效風化作用的成份破壞的困境。由於格隆多攜帶著以高純度的秘銀制成，具有抗魔、解魔功能的白金幣而決定喝水。但白金幣的解毒效果實為小規模的解毒魔法，需從人類身上吸取魔力，在不斷的發動下將格隆多的魔力吸至枯竭並轉而吸取其生命，決定放棄喝水後財產被海人變成毫無價值的土塊。作為通關失敗的懲罰被海人的「大罪之劍·羨慕城魔女」將身體變成金屬，掉進含有「汽水糖」的水中後溶化，靈魂亦被抽出折磨，最後化成碎片消散。
費格那・里路特（フェグナー＝ルーリット）
海人的復仇對象之一，格隆多的管家，提議格隆多利用養護院的孤兒組成私人軍隊的本人。
擁有「戰場的浴血惡鬼」的外號，有著憎恨一切的過去並殺死了自己的哥哥。完成復仇後被格隆多之父收留，為了貫徹其「讓格隆多商會成爲比誰都龐大的商會」的遺言而以年邁之軀四處奔走。
收集情報期間偶遇被醉漢糾纏的米娜莉絲和席莉亞並勸喻兩人放棄復仇而被米娜莉絲稱為冒牌貨。未能及時察覺通報重鑄貨幣的信實為海人所偽造而導致格隆多商會陷入海人的詭計。
意圖殺死海人等人以挽回失態，但早在閱讀邀請函時吸入摻於墨水中、以水銀制成的甲基汞，無從對抗毒效下逐漸衰弱（異世界人認為只有生命可以換取生命，毒均來自人或動植物生成並且仰賴魔力），不敵聯手的米娜莉絲和席莉亞。由於死前帶著大量格隆多商會的應急資金，察覺自己將被評價為在商會發生危機時，捲款潛逃的叛徒，好不容易才得到的活著的意義被剝奪，在絕望中毒發身亡。
玫蒂黎亞・蘿蕾莉雅（メテリア＝ローレリア）
海人的頭號復仇對象之一。法國聖女。對勇者十分執著，堅信勇者與聖女結合才是正道的痴女。擁有第一次人生的記憶。對海人有著近乎扭曲的執著與愛意，在第一次的人生中認為海人的心中只有魔王(蕾提西亞)而沒有自己的存在，選擇與其他復仇對象將海人逼上絕路，打算在第二次人生中讓自己取代魔王(蕾提西亞)在海人心中的地位。
在第八卷時為了拯救海人脫離精神世界，自願與其他共犯們被海人使用「復仇聖劍」殺害，靈魂則與海人同化成為其一部分。
露夏（ルーシャ）
米娜莉絲的頭號復仇對像之一，奇奇得村的村民，魔法學園的內部生，預定在畢業後投身卡邦海姆的軍隊。
與米娜莉絲、凱利爾是青梅竹馬，凱利爾的戀人。在一次冬季儲糧缺乏時與米娜莉斯外出找食物，遇到寒冰哥布林，在危急時被米娜莉斯拯救，但因米娜莉絲有可能妨礙自己與凱利爾的戀情而背叛，向村民告發其獸人身份。
表面上是個開朗溫柔的女孩，暗中則利用與國家高層關係良好的好友嘉德麗雅之名威脅其他女生不要親近凱利爾。
與凱利爾的婚禮當日被米娜莉絲襲擊，不敵對方，其後使用會消耗大量壽命的魔法「生命之詩」救活了被偽裝成凱利爾的米娜莉絲的父親，被告知真相後崩潰。最終被米娜莉絲折磨得不成人形，但因「怠惰」的工廠的效果未有死去，不斷向米娜莉絲道歉，在「怠惰」的工廠失效前一刻被米娜莉絲使役的蛆蟲吞噬化成白骨，並且成為「雪白村」的一部分。
凱利爾（ケリル）
米娜莉絲的頭號復仇對像之一，奇奇得村的村民，魔法學園的內部生，預定在畢業後投身卡邦海姆的軍隊。
與米娜莉絲，露夏是青梅竹馬，露夏的戀人。憧憬著童話中的英雄，表面上富有正義感，實際上則是自認為正義，擅自將他人認定為惡，不曾試圖了解真相。單方面聽信露夏「被米娜莉絲以獸人之力欺負」的說法，與其他村民一同將米娜莉絲逐出村莊。
為了處理雜事而未有與露夏一同回到奇奇得村，米娜莉絲借此機會接近凱利爾，在餐廳中向其展示露夏威脅其他女生的影像，不假思索地認定露夏有錯，被米娜莉絲指出他不曾成長及改變。因餐點中的麻痺毒和米娜莉絲使役的蟲襲擊而動彈不得，被米娜莉絲以「幻炎毒鬼」洗腦的卡邦海姆市民當作憎恨的對象襲擊，如同當初向米娜莉絲冠上莫須有的罪名，這次則是自己被塑造成惡人。
在與露夏的婚禮三天前被殺死，僅留下表皮以用作偽裝米娜莉絲的父親。
齋藤聰美
優紀和舞的朋友，家境富裕。瘋子，透過祖先遺留下來的資料而得知魔法的存在，能行使一定程度的魔法。
為了成為世界第一的魔法師，利用轉移志願者和大西綁架召喚相關人士，更不惜犯下殺人的罪行，將包括詩織的妹妹香織和有所懷疑的優紀在內的召喚相關人士用於魔法的實驗。利用魔法「替身人偶」詐死後以記者「川上久美子」的身份接近海人，認為地球缺乏魔力而難以使用魔法（實際上是魔力濃度過高，反而增加了魔力操縱的難度），而打算在世界上開洞，讓魔力填滿世界。
最後被海人的「大罪之劍・驕傲城唯一王」用作開啟異世界之門的祭品，存在被完全抹去。
雷恩・蓋路德（レオン＝ガイルード）
海人的頭號復仇對象之一，獸國葛蘭迪亞的第二王子，職業為「拳鬥士」。
莉莉亞・路・哈爾斯頓（リリア＝ルウ＝ハールストン）
海人、蕾缇西亞的頭號復仇對象之一，蕾缇西亞同父異母的姐姐，殺害上任魔王的幕後黑手。
先後被海人、舞、悠斗、諾諾利克百般凌虐，最後被蕾缇西亞斬首，身體被焚燒而死。

### 其他登場人物
諾諾利克（ノノリック）
吸血鬼真祖、偽娘。格隆多顧傭的人，有玩弄男性的嗜好。只要吸食一百位處女的血可免除一次致命傷。
過去其重要的人被人背叛而死，因而十分痛恨背叛者。
葛蓮
火龍，龍種魔物。在受傷時被蕾緹西亞所救，成為蕾緹西亞的寵物。
蕾奧妮（レオーネ＝ボルト）
在日本因過勞死，後轉生到異世界。被捲入海人的第一次人生。米娜莉斯的朋友，同時也作為行商並教導她文字。為了阻止米娜莉斯復仇，決定制服她，後反被抓捕，被當作海人吸收魔力的對象。
古爾德
住在帝國。職業為暗殺者，被人稱為「暗殺王」。在海人第一次人生與尤米斯聯合討伐勇者時被殺。第二次則在與聖女聯手襲擊無防備的海人下，遭反擊而亡。
宮川
日本的警察，為了查明集體失蹤事件並破解異世界召喚的真相而調查著海人。認為海人的記憶中存在著整件事件真相的關鍵而急於逼迫著失憶的海人，同時認為海人兩兄妹是受事件影響的最大受害者。
大西
日本的警察，協助宮川的搜查。守財奴一名，會為了金錢而利用自身的職權和身份，隨意作出綁架、殺人等罪行的狂人。綁架優紀時被對方抓傷而招致宮川的懷疑，其後受川上久美子所託綁架海人並以十字弓射穿其腳部後揚言對舞不利，反導致海人恢復記憶。最後被海人砍去四肢，關於鐵箱之中埋在地下，以一整天都不會熄滅的魔法火焰加熱至死。
川上久美子
在日本月刊雜誌「烏托邦」工作的記者。為了記錄集體失蹤事件而在海人的身邊監視著他。對轉移志願者的動向十分瞭解，得悉轉移志願者的首領企圖殺害海人的計劃並將之告訴了舞與悠斗。真正身份為齋藤聰美。

## 設定

### 歐洛雷雅王國
又稱王國。以人族至上主義為主的國家，歧視獸人。

### 吉利加爾帝國
又稱帝國。實力至上主義，喜好爭奪土地。

### 魔法國‧卡邦海姆
以王國及獸國魔法師建國而成，以大魔法結界保護都市後便保持中立。有全域最好的學校[魔法學園]。

### 獸國
獸人至上主義。且由於與魔族最接近，因此有著頻繁的爭執。

### 路那利亞法國
又稱法國。

### 貧民窟
幾乎每個城市都有，為了維持其秩序，會由當地勢力最強的人管理。

### 冒險者公會
世界各地都可找到其分部，不屬任何一國管轄，象征自由、力量與冒險的組織。負責媒合委托人及冒險者、保證冒險者最基本的身分，以及確保委托人與冒險者之間不會發生糾紛的管理組織。雖然冒險者的工作主要以擊殺魔物與收集相關素材為主，但也會提出類近打雜的任務。將冒險者及魔物區分為F至SSS級，每個階級又分別設有+、無印、一等三種不間階段，並規定只能承接與冒險者實力相符的任務。

### 冒險者制度
只要年滿十四歲並於冒險者公會支付相當於一餐伙食費的約數枚大銅幣的登錄手續費即可成為冒險者並可享有相關福利，沒錢甚至可以賒賬。不足十四歲者則只能成為見習生。
冒險者福利
-提供身分保證： 缺乏身分證明的人，不得在規模達到某種程度的城鎮中長期逗留，若想在這類大型城鎮滯留十天以上的時間，就必須拿出身分證明接受審查。只要不是處於戰爭期間，所有冒險者身分均能獲得公會擔保而輕鬆通關以便進行跨國移動。
-免除每次進城時被課征的入城稅
-有著不深入追究冒險者來歷的不成文規定，便於隱藏身份
冒險者位階
分為個人位階及視為隊伍綜合評價的隊伍位階。只要透過合作等方式達成與更高級冒險者不相上下的工作成果，隊伍位階就會晉升成該等級並容許承接高於個人位階的任務。
不同位階會獲得對應代表色的不同標章
SSS （白）︰傳奇人物、神話英雄。
SS （黑）︰接近超凡入聖境界的強者。（五十年僅出數人）
S （紅）︰超級天才。（十年僅出數人。）
A （綠）︰天才。（一年僅出數人。）
B （黃）︰一線級的人才。
C （褐）︰老練冒險者。
D （藍）︰獨當一面。
E （灰）︰尚未出師。
F （紫）︰形同外行。
見習（無）︰無登錄資格

### 能力值
可以顯示人的當下狀態值。
生命值：代表生命力。會因受傷、中毒、生病而减少。降至0時死亡。
魔力值：代表体内魔力值。會因使用魔法或「威壓」、「魔刃」等部分技能而减少。
少部分人知道在魔力不足時，強行使用魔法會以身體受傷為代價，達成魔法的發動。
海人利用這點作折磨復仇對象的手段。
肌力：能够發揮身體性能的上限值。
體力：能够發揮身體性能的持续力。
耐力：遭受物理性攻击时，能够抑制HP受損程度的數值。
敏捷：能够瞬間發揮身體速度的上限值。
魔力：注入發動魔法或技能所需最低魔力值以上的魔力时，能够輸出的魔力量。
魔耐：遭受魔法或魔力攻擊时，能够抑制HP受損程度的数值。
以下為須用特殊方式取得資訊的隱藏數值。
技巧：身體操作等狀態的技術等级。狀態中所顯示的數值實際能够運用的程度。
思考反應速度：經由五感、技能、魔法等所獲情报的處理速度。尤其是戰斗中思考速度的等级。
身体回复速度：HP、MP等自然回复的速度。會影響自異常狀態中自然治愈或缺損部位的修復速度。

### 魔法適性
代表該人物對於魔法的使用可否熟練。隨著適性越高，魔法的使用也更加多變。也可以進行複合魔法。
目前主要分為八種：炎、風、水、地、光、闇、無、系統外。

### 勇者召喚
1. 以兩個世界距離勇者召喚地最近的一百人以上的壽命，加上為了使被召喚者在穿越時不會因強化而造成靈魂崩潰，以其五位有血緣關係的親人作為代價，進行召喚。
2. 寶珠(第5卷末)
3. 男主的七罪之劍(傲慢)，犧牲一個人的所有存在

## 出版書籍

### 輕小說
| 冊數 | KADOKAWA       | KADOKAWA               | 東立出版社     | 東立出版社             |
| 冊數 | 發售日期       | ISBN                   | 發售日期       | ISBN                   |
| ---- | -------------- | ---------------------- | -------------- | ---------------------- |
| 1    | 2016年5月25日  | ISBN 978-4-04-068348-5 | 2017年6月19日  | ISBN 978-9-86-486406-5 |
| 2    | 2016年10月25日 | ISBN 978-4-04-068671-4 | 2017年10月30日 | ISBN 978-9-86-486924-4 |
| 3    | 2017年6月24日  | ISBN 978-4-04-069273-9 | 2018年6月25日  | ISBN 978-9-57-260361-1 |
| 4    | 2017年10月25日 | ISBN 978-4-04-069500-6 | 2018年4月23日  | ISBN 978-9-57-260746-6 |
| 5    | 2018年4月25日  | ISBN 978-4-04-069866-3 | 2018年9月27日  | ISBN 471-0-94-555746-5 |
| 6    | 2018年8月25日  | ISBN 978-4-04-065132-3 | 2019年1月21日  | ISBN 471-0-94-555844-8 |
| 7    | 2019年8月24日  | ISBN 978-4-04-065747-9 | 2020年1月9日   | ISBN 471-0-60-104075-1 |
| 8    | 2020年12月25日 | ISBN 978-4-04-680070-1 | 2021年4月29日  | ISBN 978-9-57-266752-1 |

### 漫畫
| 冊數 | KADOKAWA      | KADOKAWA               |
| 冊數 | 發售日期      | ISBN                   |
| ---- | ------------- | ---------------------- |
| 1    | 2018年8月23日 | ISBN 978-4-04-069943-1 |
| 2    | 2020年3月23日 | ISBN 978-4-04-065642-7 |

## 外部連結
- 二度目の勇者は復讐の道を嗤い歩む　1 ～裏切り王女～ （页面存档备份，存于） - KADOKAWA Store（日語）
- 二度目の勇者は復讐の道を嗤い歩む （页面存档备份，存于） - ComicWalker（日語）